# Hypena muscosa
Hypena muscosa là một loài bướm đêm trong họ Erebidae.